# 國立嘉義高級商業職業學校
國立嘉義高級商業職業學校（英語：National Chia-Yi Senior Commercial Vocational School），簡稱嘉義高商、嘉商、CYVS，位於臺灣嘉義市東區，為臺灣的國立技術型高級中學，八大省商之最。

## 校史
- 1938年4月1日創校：初名臺南州立嘉義商業學校。
- 1945年：改名為臺灣省立嘉義商業職業學校。
- 1955年：在雲林縣土庫鎮成立臺灣省立嘉義商業職業學校土庫分校。
- 1967年：成立廣告設計科，為臺灣第一個廣告設計科。
- 1968年：初級部停止招生。
- 1969年：土庫分校獨立為臺灣省立土庫高級商工職業學校。
- 1970年：改名為臺灣省立嘉義高級商業職業學校。
- 1977年：國立成功大學附設空中商專在本校成立嘉義面授輔導處。
- 1987年：增設延教班（實用技能班）。
- 2000年2月1日：奉命隸屬中央，易名為國立嘉義高級商業職業學校，實用技能班改名為附設進修學校。
- 2018年：進修學校停招。

## 歷任校長
| 任別     | 姓名     | 任期                       | 異動原因               | 備註                                               |
| 日治時期 | 日治時期 | 日治時期                   | 日治時期               | 日治時期                                           |
| -------- | -------- | -------------------------- | ---------------------- | -------------------------------------------------- |
| 第一任   | 井芹善藏 | 1938年4月—1944年12月       | 戰後，離校。           | 創校首任。                                         |
| 戰後時期 |          |                            |                        |                                                    |
| 第一任   | 林廷郎   | 1945年1月—1946年2月        | 調職。                 | 戰後，首任。                                       |
| 第二任   | 羅翰     | 1946年3月—1946年4月        |                        |                                                    |
| 第三任   | 張國瑩   | 1946年4月—1946年6月        |                        |                                                    |
| 第四任   | 汪知亭   | 1946年7月—1947年2月        |                        |                                                    |
| 第五任   | 白志忠   | 1947年2月—1949年6月        |                        |                                                    |
| 第六任   | 陳奇秀   | 1949年7月—1952年7月        | 調任省立南投高中校長。 |                                                    |
| 第七任   | 劉舫秋   | 1952年8月—1971年1月        | 調任省立高雄高商校長。 |                                                    |
| 第八任   | 謝濟眾   | 1971年2月—1985年1月        | 退休。                 | 原臺灣省立中壢高級商業職業學校校長轉任，屆齡退休。 |
| 第九任   | 何文琳   | 1985年2月—1990年7月        | 退休。                 | 原臺灣省立民雄高級中學校長轉任，屆齡退休。         |
| 第十任   | 蘇萬能   | 1990年8月—1995年7月        | 退休。                 | 原臺灣省立民雄高級農工職業學校校長轉任，屆齡退休。 |
| 第十一任 | 蔡德連   | 1995年8月—2001年7月        | 退休。                 | 原臺灣省立華南高級商業職業學校校長轉任，屆齡退休。 |
| 第十二任 | 陳憲生   | 2001年8月—2005年1月        | 退休。                 | 原國立中壢高級家事商業職業學校校長轉任，屆齡退休。 |
| 第十三任 | 鄭勝文   | 2005年2月—2009年8月        | 調任國立嘉義女中校長。 | 原國立北港高級中學校長轉任。                       |
| 第十四任 | 郭義騰   | 2009年8月1日—2017年7月31日 | 退休。                 | 原嘉義市立民生國民中學校長轉任，屆齡退休。         |
| 第十五任 | 林義棟   | 2017年8月1日—2024年7月31日 | 調任國立嘉義女中校長。 | 原國立新營高級工業職業學校校長轉任。               |
| 第十五任 | 孫忠義   | 2024年8月1日—              |                        | 原國立華南高級商業職業學校校長轉任，現任。         |

## 教學單位
- 普通科
- 商業經營科
- 國際貿易科
- 資料處理科
- 廣告設計科
- 應用英語科

## 外部連結
- 國立嘉義高級商業職業學校 校網（页面存档备份，存于）
- 嘉義高商 簡介